# Doucy-en-Bauges
Doucy-en-Bauges est une commune française située dans le département de la Savoie, en région Auvergne-Rhône-Alpes.

## Géographie

### Situation et description

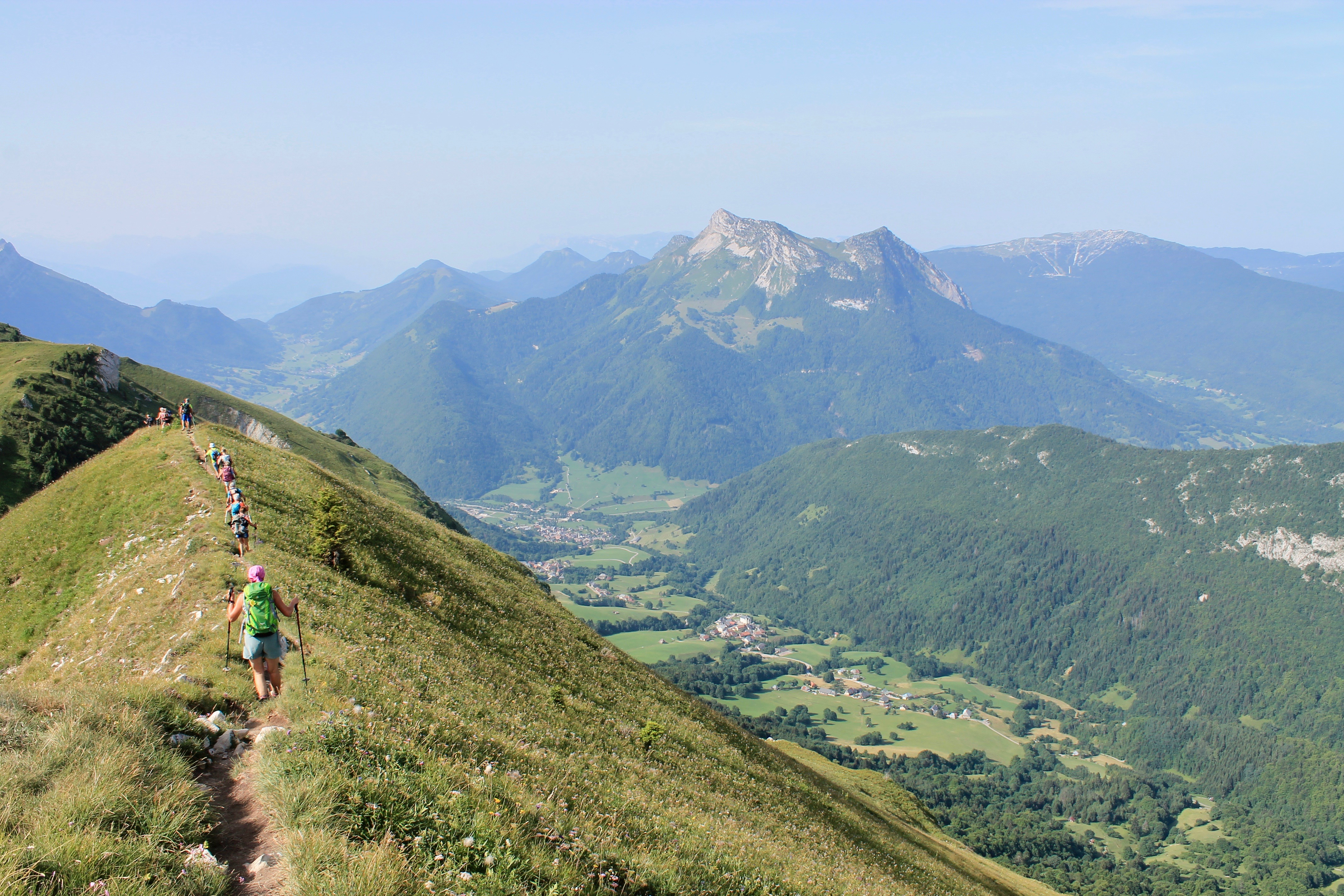
Vallée de Doucy sur la droite, vue du nord, depuis le col de Charbonnet. En arrière-plan, le village de La Compôte, le Nant de Rossanaz et le Colombier d'Aillon.

Située dans une zone de moyenne montagne (les Bauges), Doucy est cependant rattachée à la communauté d'agglomération du Grand Chambéry.

### Climat
Pour des articles plus généraux, voir Climat d'Auvergne-Rhône-Alpes et Climat de la Savoie.
En 2010, le climat de la commune est de type climat de montagne, selon une étude du Centre national de la recherche scientifique s'appuyant sur une série de données couvrant la période 1971-2000. En 2020, Météo-France publie une typologie des climats de la France métropolitaine dans laquelle la commune est exposée à un climat de montagne ou de marges de montagne et est dans la région climatique Alpes du nord, caractérisée par une pluviométrie annuelle de 1 200 à 1 500 mm, irrégulièrement répartie en été.
Pour la période 1971-2000, la température annuelle moyenne est de 7,7 °C, avec une amplitude thermique annuelle de 16,7 °C. Le cumul annuel moyen de précipitations est de 1 553 mm, avec 10,4 jours de précipitations en janvier et 9,5 jours en juillet. Pour la période 1991-2020, la température moyenne annuelle observée sur la station météorologique de Météo-France la plus proche, « Lescheraines », sur la commune de Lescheraines à 5 km à vol d'oiseau, est de 9,3 °C et le cumul annuel moyen de précipitations est de 1 363,4 mm,. Pour l'avenir, les paramètres climatiques de la commune estimés pour 2050 selon différents scénarios d'émission de gaz à effet de serre sont consultables sur un site dédié publié par Météo-France en novembre 2022.

### Voies de communication
Le territoire de la commune est relié aux autres communes par la route départementale 20 (RD60).

## Urbanisme

### Typologie
Au 1er janvier 2024, Doucy-en-Bauges est catégorisée commune rurale à habitat très dispersé, selon la nouvelle grille communale de densité à sept niveaux définie par l'Insee en 2022.
Elle est située hors unité urbaine et hors attraction des villes,.

### Occupation des sols
L'occupation des sols de la commune, telle qu'elle ressort de la base de données européenne d’occupation biophysique des sols Corine Land Cover (CLC), est marquée par l'importance des forêts et milieux semi-naturels (84 % en 2018), une proportion identique à celle de 1990 (84 %). La répartition détaillée en 2018 est la suivante : 
forêts (49,3 %), milieux à végétation arbustive et/ou herbacée (27,1 %), prairies (16 %), espaces ouverts, sans ou avec peu de végétation (7,6 %).
L'IGN met par ailleurs à disposition un outil en ligne permettant de comparer l’évolution dans le temps de l’occupation des sols de la commune (ou de territoires à des échelles différentes). Plusieurs époques sont accessibles sous forme de cartes ou photos aériennes : la carte de Cassini (XVIIIe siècle), la carte d'état-major (1820-1866) et la période actuelle (1950 à aujourd'hui).

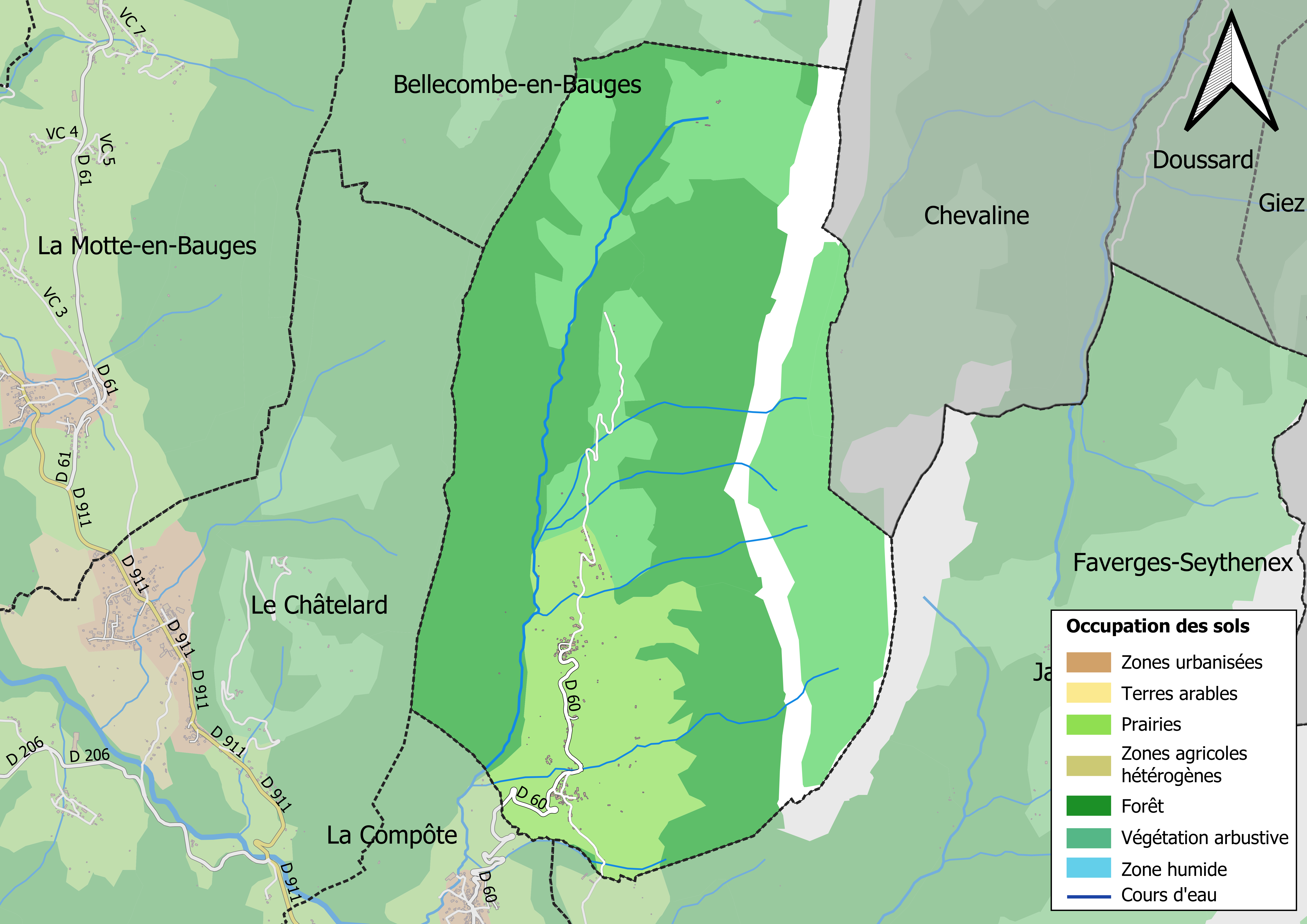
Carte des infrastructures et de l'occupation des sols en 2018 (CLC) de la commune.
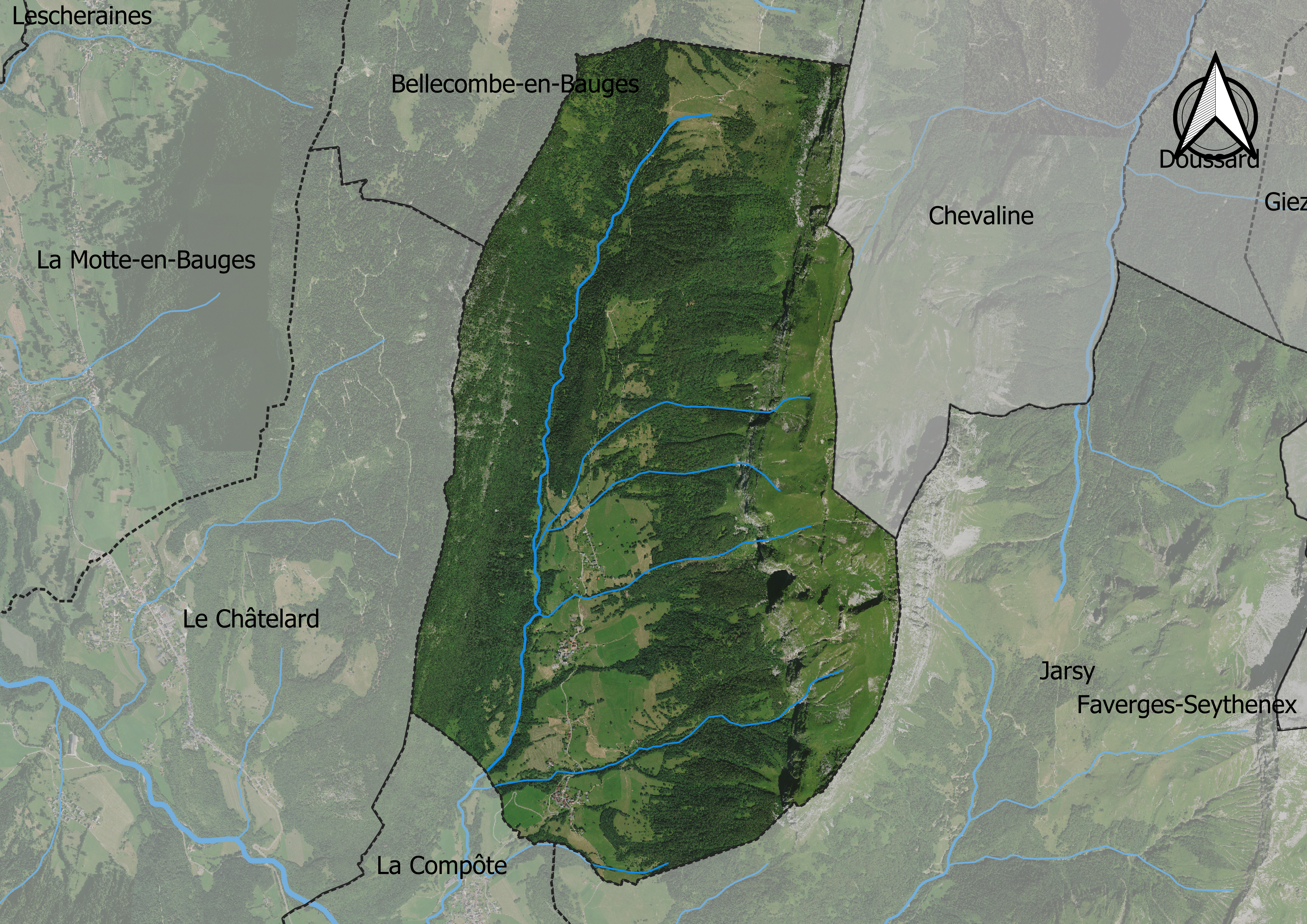
Carte orthophotogrammétrique de la commune.

## Toponymie
Transcrit Dulciacum, Dolciacum, Douciacum, vers 1090, d'après Samuel Guichenon. Selon le chanoine Gros, ce nom viendrait d'un nom romain, propriété de Dulcius (Dulcius + suffixe -acum).
En francoprovençal, le nom de la commune s'écrit Deûssi, selon la graphie de Conflans.

## Politique et administration

### Liste des maires
| Période                                  | Période                    | Identité      | Étiquette      | Qualité |
| ---------------------------------------- | -------------------------- | ------------- | -------------- | ------- |
| Les données manquantes sont à compléter. |                            |               |                |         |
| mars 2001                                | mars 2014                  | René Dumoulin |                |         |
| mars 2014                                | En cours (au 30 juin 2020) | Marie Perrier | Sans Étiquette |         |

## Population et société

### Démographie
Les habitants de la commune sont appelés les Doucerains.

L'évolution du nombre d'habitants est connue à travers les recensements de la population effectués dans la commune depuis 1793. Pour les communes de moins de 10 000 habitants, une enquête de recensement portant sur toute la population est réalisée tous les cinq ans, les populations de référence des années intermédiaires étant quant à elles estimées par interpolation ou extrapolation. Pour la commune, le premier recensement exhaustif entrant dans le cadre du nouveau dispositif a été réalisé en 2005.

En 2022, la commune comptait 95 habitants, en évolution de −1,04 % par rapport à 2016 (Savoie : +3,63 %, France hors Mayotte : +2,11 %).
| 1793 | 1800 | 1806 | 1822 | 1838 | 1848 | 1858 | 1861 | 1866 |
| ---- | ---- | ---- | ---- | ---- | ---- | ---- | ---- | ---- |
| 443  | 390  | 460  | 518  | 527  | 555  | 520  | 539  | 530  |

| 1872 | 1876 | 1881 | 1886 | 1891 | 1896 | 1901 | 1906 | 1911 |
| ---- | ---- | ---- | ---- | ---- | ---- | ---- | ---- | ---- |
| 576  | 542  | 513  | 476  | 453  | 466  | 495  | 485  | 466  |

| 1921 | 1926 | 1931 | 1936 | 1946 | 1954 | 1962 | 1968 | 1975 |
| ---- | ---- | ---- | ---- | ---- | ---- | ---- | ---- | ---- |
| 392  | 386  | 388  | 356  | 300  | 238  | 205  | 180  | 113  |

| 1982 | 1990 | 1999 | 2005 | 2006 | 2010 | 2015 | 2020 | 2022 |
| ---- | ---- | ---- | ---- | ---- | ---- | ---- | ---- | ---- |
| 100  | 86   | 74   | 80   | 82   | 98   | 97   | 97   | 95   |

### Enseignement
La commune est rattachée à l'académie de Grenoble.

## Culture locale et patrimoine

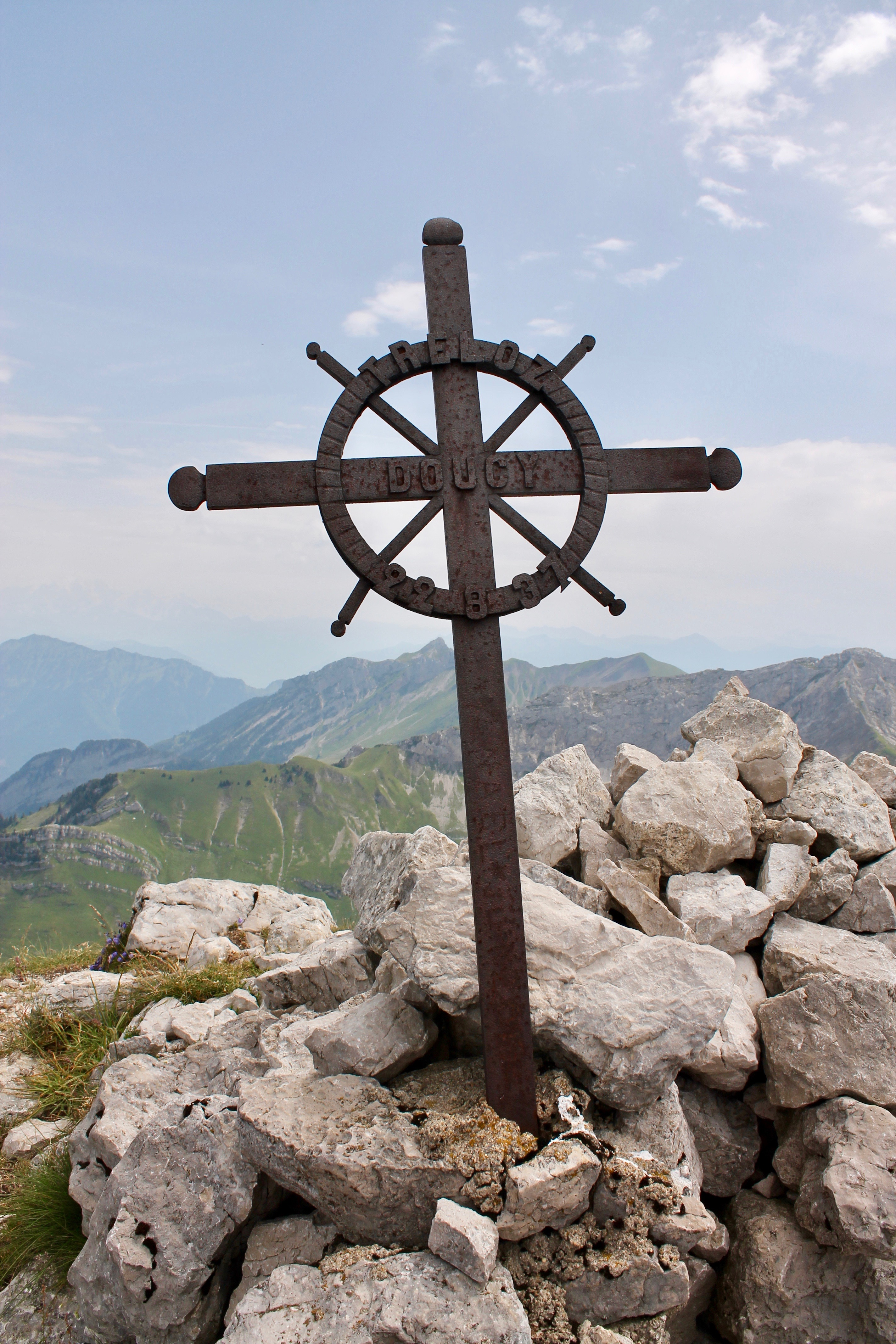
Croix du sommet du Trélod.

### Lieux et monuments
- Église placée sous le patronage de saint Antonin. Le nouvel édifice, de style néogothique, est construit selon les plans de l'architecte mauriennais autodidacte Théodore Fivel (1828-1894), en 1863[20].